# Stictoptera griseoochracea
Stictoptera griseoochracea là một loài bướm đêm trong họ Noctuidae.